# ليزا مكينتوش
ليزا مكينتوش (بالإنجليزية: Lisa McIntosh)‏ هي منافسة ألعاب القوى أسترالية، ولدت في 16 ديسمبر 1982 في Sandringham, Victoria ‏ في أستراليا.

## روابط خارجية
- ليزا مكينتوش على موقع النتائج التاريخية لألعاب القوى الأسترالية (الإنجليزية)
- ليزا مكينتوش على موقع Paralympic.org (الإنجليزية)
- ليزا مكينتوش على موقع IPC.InfostradaSports.com (مؤرشف) (الإنجليزية)